# 郑州月季公园
郑州月季公园是一个位于河南省郑州市中原区嵩山北路和西站路交叉口以西以月季为主题的公园。因郑州市的市花为月季，建设月季公园一直是郑州市民的愿望，2004年这一愿望最终得以实现，2005年4月28日，首届中国月季花展览会在郑州月季公园举办。